# Chelictinia riocourii
Peneireiro-cauda-de-andorinha ou peneireiro-rabo-de-andorinha (Chelictinia riocourii) é uma espécie de ave de rapina da família Accipitridae. É um género monotípico dentro do género Chelictinia.
Pode ser encontrada nos seguintes países: Benin, Burkina Faso, Camarões, República Centro-Africana, Chade, Costa do Marfim, Djibouti, Eritreia, Etiópia, Gambia, Gana, Quénia, Libéria, Mali, Mauritânia, Níger, Nigéria, Senegal, Somália, Sudão, Togo, Uganda e Iémen.